# کیم جی هیون (بازیکن فوتبال)
کیم جی هیون (کره‌ای: 김지현؛ زادهٔ ۲۲ ژوئیهٔ ۱۹۹۶) بازیکن فوتبال است.
از باشگاه‌هایی که در آن بازی کرده است می‌توان به باشگاه فوتبال گانکون اشاره کرد.
وی همچنین در تیم ملی فوتبال کره جنوبی بازی کرده است.